# Quirin Engasser
Quirin Engasser (* 4. November 1907 in Neubreisach im Elsass; † 26. Mai 1990 in Bernau am Chiemsee) war ein deutscher Schriftsteller.

## Leben und Werk
Im Jahre 1932 begann Engasser nach dem Studium der Germanistik, Zeitungswissenschaft und Geschichte als freier Schriftsteller in München zu arbeiten. Bekannt wurde er durch Hörspiele, Bühnenstücke und Romane. Am 29. November 1943 wurde sein Stück Stauferin in Straßburg uraufgeführt. Sein Drama Die erste Linie wurde am Residenztheater in München uraufgeführt und dann von weiteren Theatern u. a. in Darmstadt und Berlin übernommen. 
Hauptwerk ist der Roman Der Ursächer, der die Lebensgeschichte des Joß Fritz aus Untergrombach bei Bruchsal im deutschen Bauernkrieg zum Thema hat (erschienen 1939 im Verlag C. H. Beck). Zahlreiche Heimatromane aus dem Chiemgau und die Gedichtbände Tage und Nächte (1968) und Wenn's zum Weinen nicht reicht gehören zum Nachkriegswerk Engassers. Von 1956 bis 1977 leitete er die Volkshochschule Prien am Chiemsee, wo er am 26. Mai 1990 verstarb. Ein Teil des Nachlasses von Quirin Engasser findet sich im Literaturarchiv Saar-Lor-Lux-Elsass der Saarländischen Universitäts- und Landesbibliothek in Saarbrücken.

## Politische Orientierung
Engasser durchlief politisch im Lauf seines Lebens eine Entwicklung. Er stand zeitweilig dem Nationalsozialismus nahe, was seine Artikel im Völkischen Beobachter zeigen. Nach dem Zweiten Weltkrieg engagierte sich Engasser zunächst in der FDP, für die er 1965 erfolglos auf der bayerischen Landesliste zum Deutschen Bundestag kandidierte. Später war er unter Einfluss von Hans Otfried Dittmer von Tendenzen der Gegenkultur beeinflusst. Als Dittmer in den siebziger Jahren eine Reihe von in der damaligen Alternativszene prominente Personen wie Wolfgang Fienhold, Hadayatullah Hübsch und Volker Zotz zusammenführen und für seine Verlagsedition Dittmer gewinnen konnte, gehörte auch Engasser zur Gruppe seiner Autoren.